# Жоб, Тома
Тома́ Эрве́ Жоб-Ийо́к (фр. Tomas Herve Job-Iyock; 20 августа 1984, Дуала) — камерунский футболист, полузащитник. 

## Клубная карьера
Жоб начал свою профессиональную карьеру футболиста в Италии в составе «Сампдории». Дебютировал в матче Серии «В» 2 июня 2002 года, выйдя на замену против «Сиены».
В феврале 2001 года в отношении Тома было начато расследование Итальянской федерации футбола по поводу фальсификации документов для него и двух других африканских игроков в «Сампдории», а также трёх должностных лиц клуба.
Сезон 2002/03 провёл в аренде в «Кремонезе». В 24 играх забил 11 голов.
«Сампдория» тем временем квалифицировалась для выступления в Серии А.  В сезоне 2003/04 Жоб сыграл за неё 3 игры в Главной лиги Италии, следующие два сезона он провёл в аренде в «Пескаре» и «Кремонезе».
В 2006 году подписал контракт с «Асколи», в составе которого 5 раз сыграл в Серии А, команда вылетела в Серию В, и через год футболист перешёл в «Пизу». По итогам сезона «Пиза» была объявлена банкротом и отправилась в Серию D, а Жоб 4 августа 2009 года перешёл в «Гроссето». За 38 игр забил 1 гол в сезоне 2009/10.

## Национальная сборная
В 2001 году Жоб принимал участие на молодёжном кубке Африканских наций в составе сборной Камеруна до 21 года.
В 2004 году играл в отборочном турнире Олимпиады-2004. Забил гол в ворота ДР Конго в последней игре отбора, матч закончился со счетом 1:1, однако Камерун нуждался в победе.